# Thomas Sterling
Thomas Sterling (ur. 21 lutego 1851, zm. 26 sierpnia 1930) – amerykański polityk z Dakoty Południowej związany z Partią Republikańską.
W 1854 roku razem z rodzicami przeniósł się do hrabstwa McLean w Illinois. W 1875 roku ukończył miejscowy Illinois Wesleyan University w Bloomington. W latach późniejszych studiował prawo.
W latach 1913–1925 był przedstawicielem Dakoty Południowej w Senacie Stanów Zjednoczonych.